# Los Laureles
Los Laureles (també conegut com a Poblado Los Laureles o Paso de Los Laureles) és una entitat de població de l'Uruguai, ubicada al sud del departament de Tacuarembó. Limita al sud amb Durazno, separat pel riu Negre.
Es troba a 66 metres sobre el nivell del mar. Té una població aproximada de 572 habitants.